# Torciîțkîi Stepok, Stavîșce
Torciîțkîi Stepok (în ucraineană Торчицький Степок) este un sat în comuna Iurkivka din raionul Stavîșce, regiunea Kiev, Ucraina.

## Demografie
Componența lingvistică a localității Torciîțkîi Stepok
     Ucraineană (100%)
Conform recensământului din 2001, toată populația localității Torciîțkîi Stepok era vorbitoare de ucraineană (100%).